# Pierre Tachenion
Pour les articles homonymes, voir Tachenion.
Pierre Tachenion, né le 16 juin 1959 à Boussu est un homme politique belge wallon, membre du PS. Son père fut bourgmestre d'Élouges de 1970 à 1976.
Il est licencié en Droit (ULG-1983); avocat.

## Fonctions politiques
- 1989-1995 : et depuis décembre 2006 : conseiller communal à Dour
- 1999-2006 : échevin à Dour
- député au Parlement wallon et au parlement de la Communauté française :
  - depuis le 23 juin 2009 au 25 mai 2014